# Max Reinhardt
Max Reinhardt, născut Maximilian Goldmann, (n. 9 septembrie 1873, Baden, Austria — d. 31 octombrie 1943, New York) a fost director de trupă teatrală și regizor austriac în numeroase teatre de limba germană (între altele, Deutsches Theater, Berliner Volksbühne, Berliner Theater, Komödie; a înființat teatrul Kammerspiele din Berlin). A fost de asemenea organizator al festivalurilor de la Salzburg.
Reinhardt a fost totodată autorul a numeroase experimente scenice opuse școlii naturaliste, a abordat un repertoriu bogat (Eschil, Sofocle, Euripide, Aristofan, Calderón, Shakespeare, Molière, Goethe, Schiller, Gogol, Cehov, Gorki, Ibsen, Strindberg, Hauptmann, Pirandello ș.a.).
Printre actorii pe care i-a format Reinhardt și cu care a lucrat se numără Alexander Moissi, Paul Wegener, W. Krauss, Paula Wessely, Albert Bassermann.